# 平本梨梨菜
平本梨梨菜（日语：／ Hiramoto Ririna，2006年5月19日—），日本女子羽毛球运动员。

## 簡歷
平本梨梨菜出生自岐阜县，父親是籃球運動員、母親是擊劍運動員。平本自五歲開始接觸羽球，中學以後離家至青森山田中学、高校就學，2023年搭檔清濑璃子贏得全国高等学校选拔羽毛球大会女雙冠軍，2024年在同項賽事贏得女單冠軍。
2023年7月，平本梨梨菜代表日本队出战印尼日惹举行的亚洲青年羽毛球錦標賽並随队奪冠，這也是日本第二度及时隔11年再度捧起亚青赛团体冠軍。同年9月，她代表日本队出战美国斯波坎举行的世界青年羽毛球錦標賽，与搭档清濑璃子在半决赛中以1比2（21-13、7-21、19-21）惜败于隊友田口真彩／玉木亚弥，赢得季军。
2024年7月，平本梨梨菜第二度代表日本參加亞青賽，本屆賽事改與玉木亞彌搭檔參加女子雙打項目，最終再次奪銅。

## 主要比賽成績
只列出曾進入準決賽的國際賽事成績：
| 年份   | 賽事                   | 公開賽級別 | 項目     | 拍檔     | 成績   |
| ------ | ---------------------- | ---------- | -------- | -------- | ------ |
| 2023年 | 亞洲青年羽毛球錦標賽   | 其他       | 混合團體 | －       | 冠軍   |
| 2023年 | 世界青年羽毛球錦標賽   | 其他       | 女子雙打 | 清濑璃子 | 季軍   |
| 2024年 | 亞洲青年羽毛球錦標賽   | 其他       | 女子雙打 | 玉木亞彌 | 季軍   |
| 2024年 | 世界青年羽毛球錦標賽   | 其他       | 混合團體 | －       | 季軍   |
| 2024年 | 世界青年羽毛球錦標賽   | 其他       | 女子雙打 | 玉木亞彌 | 冠軍   |
| 2025年 | 北馬里亞納羽毛球公開賽 | 國際挑戰賽 | 女子雙打 | 石川心菜 | 冠軍   |
| 2025年 | 塞班島羽毛球國際賽     | 國際挑戰賽 | 女子單打 | －       | 準決賽 |
| 2025年 | 塞班島羽毛球國際賽     | 國際挑戰賽 | 女子雙打 | 石川心菜 | 準決賽 |

| 2018-2026年 | 總決賽 | 超級1000賽 | 超級750賽 | 超級500賽 | 超級300賽 | 超級100賽 | 國際挑戰賽 | 國際系列賽 | 未來系列賽 | 其他 |

## 外部連結
- 平本梨梨菜在BWFBadminton.com（英语）
- 平本梨梨菜在BWF.TournamentSoftware.com（英语）
- 平本梨梨菜在Flashscore（英语）